# Z-Rock Hawaii
Z-Rock Hawaii es un álbum de estudio editado por una agrupación del mismo nombre, conformada por integrantes del grupo de rock alternativo estadounidense Ween (incluyendo a Gene Ween, Dean Ween y Claude Coleman, Jr.) e integrantes de la banda de noise japonés Boredoms (Yamatsuka Eye, Seiichi Yamamoto, Toyohito Yoshikawa y Yoshimi). El álbum fue editado por el sello Nipp Guitar el 6 de septiembre de 1996. Andrew Weiss, quien trabajó en la mayoría de los LP de Ween, fue el encargado de la producción. Según la información disponible con el álbum, el mismo es una colaboración de Ween con Eye.

## Lista de temas
1. "Chuggin'" (2:49)
2. "Bad to the Bone" (3:44)
3. "In the Garden" (4:23)
4. "Love Like Cement" (2:00)
5. "Tuchus" (3:09)
6. "Piledriver" (3:36)
7. "I Get a Little Taste of You" (2:22)
8. "God in My Bed" (3:42)
9. "The Meadow" (7:18)
10. "Sunset Over Osaka" (6:31)

## Créditos
- Andrew Weiss - producción, ingeniero, mezcla
- Dean Ween - voz
- Gene Ween - voz
- Claude Coleman, Jr.
- Yamatsuka Eye (The Eye)
- Seiichi Yamamoto - ingeniero
- Toyohito Yoshikawa
- Yoshimi - batería
- H. Oneda - diseño y fotografía
- Howie Weinberg - masterización